# Sport-Verein Werder von 1899 1972-1973
Questa voce raccoglie le informazioni riguardanti il Sport-Verein Werder von 1899 nelle competizioni ufficiali della stagione 1972-1973.

## Stagione
Nella stagione 1972-1973 il Werder Brema, allenato da Sepp Piontek, concluse il campionato di Bundesliga al 11º posto. In Coppa di Germania il Werder Brema fu eliminato in semifinale dal Borussia M'gladbach. In Coppa di Lega il Werder Brema fu eliminato nella fase a gironi.

## Rosa
| N. |                     | Ruolo | Calciatore           |
| -- | ------------------- | ----- | -------------------- |
|    | Germania (bandiera) | P     | Heinz Allhorn        |
|    | Germania (bandiera) | P     | Günter Bernard       |
|    | Germania (bandiera) | P     | Dieter Burdenski     |
|    | Germania (bandiera) | P     | Bernd Rosenberger    |
|    | Germania (bandiera) | D     | Rudi Assauer         |
|    | Germania (bandiera) | D     | Uwe Erkenbrecher     |
|    | Germania (bandiera) | D     | Horst-Dieter Höttges |
|    | Germania (bandiera) | D     | Karl-Heinz Kamp      |
|    | Germania (bandiera) | D     | Mario Kontny         |
|    | Germania (bandiera) | D     | Dieter Mohrmann      |
|    | Germania (bandiera) | D     | Wolfgang Rischker    |
|    | Germania (bandiera) | D     | Hans-Joachim Roggow  |

| N. |                      | Ruolo | Calciatore             |
| -- | -------------------- | ----- | ---------------------- |
|    | Germania (bandiera)  | D     | Bernd Schmidt          |
|    | Germania (bandiera)  | D     | Dieter Zembski         |
|    | Germania (bandiera)  | C     | Uwe Bracht             |
|    | Germania (bandiera)  | C     | Peter Dietrich         |
|    | Germania (bandiera)  | C     | Heinz-Dieter Hasebrink |
|    | Germania (bandiera)  | C     | Willi Neuberger        |
|    | Danimarca (bandiera) | C     | Per Røntved            |
|    | Germania (bandiera)  | A     | Carsten Baumann        |
|    | Germania (bandiera)  | A     | Werner Görts           |
|    | Germania (bandiera)  | A     | Herbert Laumen         |
|    | Germania (bandiera)  | A     | Dieter Tippelt         |
|    | Germania (bandiera)  | A     | Werner Weist           |

## Organigramma societario
Area tecnica
- Allenatore: Sepp Piontek
- Allenatore in seconda:
- Preparatore dei portieri:
- Preparatori atletici:

## Calciomercato

### Sessione estiva
| Acquisti | Acquisti         | Acquisti             | Acquisti |
| R.       | Nome             | da                   | Modalità |
| -------- | ---------------- | -------------------- | -------- |
| P        | Dieter Burdenski | Arminia Bielefeld    |          |
| D        | Mario Kontny     | Wilhelmsburger FV 09 |          |
| C        | Per Røntved      | Brønshøj             |          |
| A        | Dieter Tippelt   | Amburgo II           |          |

| Cessioni | Cessioni     | Cessioni    | Cessioni |
| R.       | Nome         | a           | Modalità |
| -------- | ------------ | ----------- | -------- |
| A        | Willi Götz   | Hannover 96 |          |
| C        | Jürgen Weber | Hellenic    |          |

### Sessione invernale
| Acquisti | Acquisti | Acquisti | Acquisti |
| R.       | Nome     | da       | Modalità |
| -------- | -------- | -------- | -------- |

| Cessioni | Cessioni | Cessioni | Cessioni |
| R.       | Nome     | a        | Modalità |
| -------- | -------- | -------- | -------- |

## Risultati

### Bundesliga

#### Girone di andata
| Brema 16 settembre 1972, ore 15:30 CET 1ª giornata | Werder Brema | 0 – 0 referto | Kickers Offenbach | Weserstadion (12 500 spett.)\| Arbitro: \| Hilker \| |
| Arbitro:                                           | Hilker       |               |                   |                                                      |

| Arbitro: | Weyland |

|                          |           |           |
| Schneider 25’ Müller 46’ | Marcatori | 60’ Weist |

| Arbitro: | Betz |

|           |           |  |
| Weist 34’ | Marcatori |  |

| Arbitro: | Wengenmayer |

|            |           |  |
| Simmet 49’ | Marcatori |  |

| Arbitro: | Bonacker |

|               |           |  |
| Gersdorff 47’ | Marcatori |  |

| Arbitro: | Hennig |

|             |           |             |
| Dietrich 9’ | Marcatori | 41’ Gutzeit |

| Arbitro: | Riegg |

|             |           |           |
| Pröpper 18’ | Marcatori | 12’ Weist |

| Arbitro: | Aldinger |

|                         |           |  |
| Weist 14’ Hasebrink 79’ | Marcatori |  |

| Arbitro: | Wichmann |

|                            |           |                         |
| Grabowski 32’ Rohrbach 86’ | Marcatori | 35’ Laumen 63’ Dietrich |

| Arbitro: | Aldinger |

|              |           |         |
| Hasebrink 5’ | Marcatori | 6’ Rupp |

| Arbitro: | Biwersi |

|                                   |           |               |
| Handschuh 75’ (rig.) Ettmayer 78’ | Marcatori | 42’ Neuberger |

| Arbitro: | Wohlfarth |

|  |           |                        |
|  | Marcatori | 37’ Seliger 88’ Wunder |

| Arbitro: | Hillebrand |

|                         |           |                             |
| Volkert 34’ (rig.), 43’ | Marcatori | 68’ (aut.) Kaltz 70’ Laumen |

| Arbitro: | Weyland |

|                                      |           |               |
| Dietrich 15’ Neuberger 26’ Görts 65’ | Marcatori | 57’ Deterding |

| Arbitro: | Betz |

|                                     |           |               |
| Pirrung 26’ Diehl 58’ Ackermann 80’ | Marcatori | 47’ Neuberger |

| Arbitro: | Geng |

|            |           |                               |
| Laumen 87’ | Marcatori | 54’ Schulz 65’ Budde 86’ Geye |

| Arbitro: | Tschenscher |

|                       |           |  |
| Krämer 13’ Lameck 89’ | Marcatori |  |

#### Girone di ritorno
| Arbitro: | Meuser |

|                          |           |            |
| Schäfer 29’ Kostedde 89’ | Marcatori | 64’ Laumen |

| Arbitro: | Gabor |

|               |           |  |
| Hasebrink 48’ | Marcatori |  |

| Arbitro: | Tschenscher |

|                       |           |                      |
| Jakobs 7’ Artmann 78’ | Marcatori | 18’, 40’, 49’ Laumen |

| Arbitro: | Schröck |

|                        |           |          |
| Zembski 8’ Höttges 13’ | Marcatori | 26’ Hein |

| Arbitro: | Hamer |

|                                                 |           |                |
| Røntved 1’ Weist 42’ Neuberger 53’ Dietrich 90’ | Marcatori | 82’, 89’ Erler |

| Arbitro: | Fork |

|                   |           |            |
| Horr 50’ Beer 73’ | Marcatori | 78’ Laumen |

| Arbitro: | Seiler |

|  |           |            |
|  | Marcatori | 86’ Homann |

| Arbitro: | Linn |

|             |           |                           |
| Kremers 75’ | Marcatori | 63’ Røntved 90’ Hasebrink |

| Arbitro: | Hilker |

|                       |           |  |
| Røntved 31’ Weist 63’ | Marcatori |  |

| Arbitro: | Biwersi |

|                            |           |           |
| Kulik 7’ Heynckes 30’, 59’ | Marcatori | 77’ Weist |

| Arbitro: | Dittmer |

|  |           |                          |
|  | Marcatori | 31’ Köppel 71’ Schwemmle |

| Arbitro: | Seiler |

|             |           |               |
| Seliger 38’ | Marcatori | 8’, 76’ Weist |

| Arbitro: | Eschweiler |

|           |           |                                     |
| Görts 28’ | Marcatori | 5’, 8’ Heese 13’ Memering 85’ Nogly |

| Arbitro: | Hennig |

|                           |           |                      |
| Siemensmeyer 31’ Blau 62’ | Marcatori | 26’ Røntved 49’ Kamp |

| Arbitro: | Kindervater |

|                                                          |           |           |
| Kamp 23’ Røntved 33’ Hasebrink 56’ Görts 63’ Höttges 70’ | Marcatori | 89’ Hošić |

| Arbitro: | Klauser |

|                   |           |           |
| Zewe 45’ Geye 53’ | Marcatori | 31’ Weist |

| Arbitro: | Kaufmann |

|                                                      |           |                         |
| Weist 10’, 31’, 88’ Hasebrink 16’ Höttges 73’ (rig.) | Marcatori | 20’ Eggert 54’ Etterich |

### Coppa di Germania
| Arbitro: | Hamer |

|              |           |                                            |
| Sprenger 75’ | Marcatori | 16’, 38’ Hasebrink 40’ Kamp 57’, 66’ Weist |

| Arbitro: | Waltert |

|                                                            |           |  |
| Neuberger 44’ Hasebrink 69’ (rig.), 83’ (rig.) Höttges 86’ | Marcatori |  |

| Arbitro: | Wengenmayer |

|                                               |           |                                         |
| Walitza 28’ Balte 38’, 82’ (rig.) Galeski 61’ | Marcatori | 22’, 70’ Neuberger 47’ Laumen 75’ Görts |

| Arbitro: | Frickel |

|                      |           |          |
| Höttges 29’ Kamp 75’ | Marcatori | 6’ Wosab |

| Arbitro: | Kindervater |

|                                 |           |  |
| Buchberger 18’ (aut.) Weist 39’ | Marcatori |  |

| Arbitro: | Hennig |

|               |           |                        |
| Beer 29’, 85’ | Marcatori | 2’ Neuberger 66’ Görts |

| Arbitro: | Aldinger |

|            |           |                        |
| Laumen 10’ | Marcatori | 6’ Jensen 9’, 76’ Rupp |

| Arbitro: | Tschenscher |

|                                       |           |                 |
| Heynckes 13’, 65’ Bonhof 48’ Rupp 81’ | Marcatori | 56’, 88’ Laumen |

### Coppa di Lega
| Arbitro: | Schulenburg |

|            |           |                      |
| Segler 24’ | Marcatori | 50’ Laumen 85’ Weist |

| Arbitro: | Niemann |

|                   |           |            |
| Schütz 51’ (rig.) | Marcatori | 2’ Brücken |

| Arbitro: | Weyland |

|                                                                       |           |              |
| Knoth 22’ Brücken 26’ Damjanoff 32’ (rig.), 37’, 69’ Leopoldseder 85’ | Marcatori | 86’ Rischker |

| Arbitro: | Roth |

|                                        |           |                               |
| Baumann 24’ Dietrich 30’ Neuberger 32’ | Marcatori | 24’ Holtgrave 64’ (rig.) Koch |

| Arbitro: | Rieb |

|                                                          |           |                      |
| Bücker 35’, 89’ Nerlinger 46’ Wilhelm 54’, 57’ Peehs 87’ | Marcatori | 82’ (rig.) Hasebrink |

| Brema 26 settembre 1972, ore CET 6ª giornata                                     | Werder Brema | 6 – 0 referto | Borussia Dortmund | Weserstadion (1 500 spett.) |
| \| \| \| \| \| Laumen 0’, 0’, 0’ Schmidt 0’ Weist 0’ Görts 0’ \| Marcatori \| \| |              |               |                   |                             |
|                                                                                  |              |               |                   |                             |
| Laumen 0’, 0’, 0’ Schmidt 0’ Weist 0’ Görts 0’                                   | Marcatori    |               |                   |                             |

## Statistiche

### Statistiche di squadra
| Competizione      | Punti | In casa | In casa | In casa | In casa | In casa | In casa | In trasferta | In trasferta | In trasferta | In trasferta | In trasferta | In trasferta | Totale | Totale | Totale | Totale | Totale | Totale | DR |
| Competizione      | Punti | G       | V       | N       | P       | Gf      | Gs      | G            | V            | N            | P            | Gf           | Gs           | G      | V      | N      | P      | Gf     | Gs     | DR |
| ----------------- | ----- | ------- | ------- | ------- | ------- | ------- | ------- | ------------ | ------------ | ------------ | ------------ | ------------ | ------------ | ------ | ------ | ------ | ------ | ------ | ------ | -- |
| Bundesliga        | 31    | 17      | 9       | 3       | 5       | 29      | 21      | 17           | 3            | 4            | 10           | 21           | 31           | 34     | 12     | 7      | 15     | 50     | 52     | -2 |
| Coppa di Germania | -     | 4       | 3       | 0       | 1       | 9       | 4       | 4            | 1            | 2            | 1            | 13           | 11           | 8      | 4      | 2      | 2      | 22     | 15     | +7 |
| Coppa di Lega     | -     | 3       | 2       | 1       | 0       | 10      | 3       | 3            | 1            | 0            | 2            | 4            | 13           | 6      | 3      | 1      | 2      | 14     | 16     | -2 |
| Totale            | 31    | 24      | 14      | 4       | 6       | 48      | 28      | 24           | 5            | 6            | 13           | 38           | 55           | 48     | 19     | 10     | 19     | 86     | 83     | +3 |

### Andamento in campionato
| Giornata  | 1 | 2  | 3  | 4  | 5  | 6  | 7  | 8  | 9  | 10 | 11 | 12 | 13 | 14 | 15 | 16 | 17 | 18 | 19 | 20 | 21 | 22 | 23 | 24 | 25 | 26 | 27 | 28 | 29 | 30 | 31 | 32 | 33 | 34 |
| --------- | - | -- | -- | -- | -- | -- | -- | -- | -- | -- | -- | -- | -- | -- | -- | -- | -- | -- | -- | -- | -- | -- | -- | -- | -- | -- | -- | -- | -- | -- | -- | -- | -- | -- |
| Luogo     | C | T  | C  | T  | T  | C  | T  | C  | T  | C  | T  | C  | T  | C  | T  | C  | T  | T  | C  | T  | C  | C  | T  | C  | T  | C  | T  | C  | T  | C  | T  | C  | T  | C  |
| Risultato | N | P  | V  | P  | P  | N  | N  | V  | N  | N  | P  | P  | N  | V  | P  | P  | P  | P  | V  | V  | V  | V  | P  | P  | V  | V  | P  | P  | V  | P  | N  | V  | P  | V  |
| Posizione | 9 | 13 | 11 | 14 | 15 | 14 | 14 | 13 | 13 | 12 | 12 | 14 | 13 | 12 | 13 | 14 | 14 | 15 | 14 | 13 | 12 | 12 | 12 | 12 | 12 | 12 | 12 | 12 | 12 | 12 | 13 | 12 | 12 | 11 |

Legenda:

Luogo: C = Casa; T = Trasferta. Risultato: V = Vittoria; N = Pareggio; P = Sconfitta.

### Statistiche dei giocatori
| Giocatore       | Bundesliga | Bundesliga | Bundesliga  | Bundesliga | Coppa di Germania | Coppa di Germania | Coppa di Germania | Coppa di Germania | Coppa di Lega | Coppa di Lega | Coppa di Lega | Coppa di Lega | Totale   | Totale | Totale      | Totale     |
| Giocatore       | Presenze   | Reti       | Ammonizioni | Espulsioni | Presenze          | Reti              | Ammonizioni       | Espulsioni        | Presenze      | Reti          | Ammonizioni   | Espulsioni    | Presenze | Reti   | Ammonizioni | Espulsioni |
| --------------- | ---------- | ---------- | ----------- | ---------- | ----------------- | ----------------- | ----------------- | ----------------- | ------------- | ------------- | ------------- | ------------- | -------- | ------ | ----------- | ---------- |
| H. Allhorn      | 0          | 0          | 0           | 0          | 0                 | 0                 | 0                 | 0                 | 1             | 0             | 0             | 0             | 1        | 0      | 0           | 0          |
| R. Assauer      | 34         | 0          | 0           | 0          | 8                 | 0                 | 0                 | 0                 | 4             | 0             | 0             | 0             | 46       | 0      | 0           | 0          |
| C. Baumann      | 5          | 0          | 0           | 0          | 0                 | 0                 | 0                 | 0                 | 6             | 1             | 0             | 0             | 11       | 1      | 0           | 0          |
| G. Bernard      | 28         | 0          | 0           | 0          | 7                 | 0                 | 0                 | 0                 | 2             | 0             | 0             | 0             | 37       | 0      | 0           | 0          |
| U. Bracht       | 0          | 0          | 0           | 0          | 2                 | 0                 | 0                 | 0                 | 1             | 0             | 0             | 0             | 3        | 0      | 0           | 0          |
| D. Burdenski    | 4          | 0          | 0           | 0          | 2                 | 0                 | 0                 | 0                 | 3             | 0             | 0             | 0             | 9        | 0      | 0           | 0          |
| P. Dietrich     | 20         | 4          | 0           | 0          | 1                 | 0                 | 0                 | 0                 | 3             | 1             | 0             | 0             | 24       | 5      | 0           | 0          |
| U. Erkenbrecher | 5          | 0          | 0           | 0          | 0                 | 0                 | 0                 | 0                 | 0             | 0             | 0             | 0             | 5        | 0      | 0           | 0          |
| W. Görts        | 33         | 3          | 0           | 0          | 8                 | 2                 | 0                 | 0                 | 1             | 1             | 0             | 0             | 42       | 6      | 0           | 0          |
| H. Hasebrink    | 34         | 6          | 0           | 0          | 8                 | 4                 | 0                 | 0                 | 4             | 1             | 0             | 0             | 46       | 11     | 0           | 0          |
| H. Höttges      | 29         | 3          | 0           | 0          | 7                 | 2                 | 0                 | 0                 | 4             | 0             | 0             | 0             | 40       | 5      | 0           | 0          |
| K. Kamp         | 32         | 2          | 0           | 0          | 8                 | 2                 | 0                 | 0                 | 4             | 0             | 0             | 0             | 44       | 4      | 0           | 0          |
| M. Kontny       | 15         | 0          | 0           | 0          | 5                 | 0                 | 0                 | 0                 | 6             | 0             | 0             | 0             | 26       | 0      | 0           | 0          |
| H. Laumen       | 29         | 8          | 0           | 0          | 6                 | 4                 | 0                 | 0                 | 4             | 4             | 0             | 0             | 39       | 16     | 0           | 0          |
| D. Mohrmann     | 0          | 0          | 0           | 0          | 0                 | 0                 | 0                 | 0                 | 2             | 0             | 0             | 0             | 2        | 0      | 0           | 0          |
| W. Neuberger    | 30         | 4          | 0           | 0          | 8                 | 4                 | 0                 | 0                 | 3             | 1             | 0             | 0             | 41       | 9      | 0           | 0          |
| W. Rischker     | 0          | 0          | 0           | 0          | 0                 | 0                 | 0                 | 0                 | 2             | 1             | 0             | 0             | 2        | 1      | 0           | 0          |
| H. Roggow       | 0          | 0          | 0           | 0          | 0                 | 0                 | 0                 | 0                 | 1             | 0             | 0             | 0             | 1        | 0      | 0           | 0          |
| B. Rosenberger  | 2          | 0          | 0           | 0          | 0                 | 0                 | 0                 | 0                 | 0             | 0             | 0             | 0             | 2        | 0      | 0           | 0          |
| P. Røntved      | 28         | 5          | 0           | 0          | 8                 | 0                 | 0                 | 0                 | 0             | 0             | 0             | 0             | 36       | 5      | 0           | 0          |
| B. Schmidt      | 21         | 0          | 0           | 1          | 4                 | 0                 | 0                 | 0                 | 4             | 1             | 0             | 0             | 29       | 1      | 0           | 1          |
| A. Schütz       | 0          | 0          | 0           | 0          | 0                 | 0                 | 0                 | 0                 | 4             | 1             | 0             | 0             | 4        | 1      | 0           | 0          |
| D. Tippelt      | 5          | 0          | 0           | 0          | 1                 | 0                 | 0                 | 0                 | 6             | 0             | 0             | 0             | 12       | 0      | 0           | 0          |
| W. Weist        | 25         | 13         | 0           | 0          | 6                 | 3                 | 0                 | 0                 | 2             | 2             | 0             | 0             | 33       | 18     | 0           | 0          |
| D. Zembski      | 31         | 1          | 0           | 0          | 7                 | 0                 | 0                 | 0                 | 4             | 0             | 0             | 0             | 42       | 1      | 0           | 0          |